# Polygono
Polygono (griechisch Πολύγωνο) ist ein Stadtteil der griechischen Hauptstadt Athen.

## Lage
Polygono liegt ca. 2,5 km nordöstlich des zentralen Athener Omonia-Platzes. Es liegt im Gebiet zwischen dem Park Pedio tou Areos und den Tourkovounia-Hügeln. Zu den angrenzenden Stadtvierteln gehören Tourkovounia, Kypseli, Girokomeio, Gyzi und Kountouriaka.

## Etymologie und Geschichte

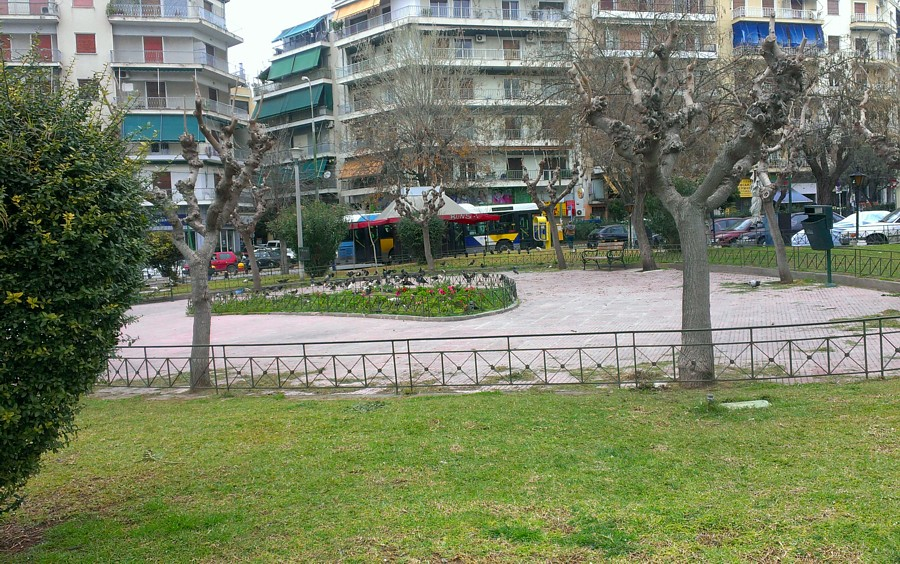
Evelpidon-Park

Der Name des Gebiets leitet sich von einer polygonalen Plattform her, die früher gegenüber den heutigen Gerichtsgebäuden für Paraden aufgebaut wurde. Der antike Name des Gebiets war Anchesmos (griechisch: Αγχεσμός). Das Gebiet wird gelegentlich auch Gypareika (griechisch: Γυπαρέικα) genannt, weil Pavlos Gyparis, der persönliche Leibwächter von Eleftherios Venizelos, dort einst ein Grundstück besaß. Aus diesem Grund wird das Viertel mitunter auch als „Nachbarschaft von Eleftherios Venizelos“ bezeichnet, und sein zentraler Park ist nach ihm benannt.
Früher wurde das Gebiet von einem Wildbach durchquert, dessen antiker Name Elleboros oder Vrilissos war. Heute ist das Bachbett überdeckt und bebaut; es bildet die wichtigste Straße des Viertels, die Polýgono mit Psychiko, Kypseli und den Gerichten an der Evelpidon-Straße verbindet. 
Vor den 1960er-Jahren bezeichnete der Name Polýgono ausschließlich die Flüchtlingssiedlung, die entlang des Baches errichtet war. Sie begann ungefähr bei der heutigen Geographischen Dienststelle der Armee, nahe dem Pedio tou Areos, und endete oberhalb der Gebäude der ehemaligen Evelpiden-Schule. Polýgono war zunächst eine dicht besiedelte Barackensiedlung, die sich zu einer Siedlung mit kleinen Ziegelhäuschen entwickelte.
Während der Phase des raschen wirtschaftlichen Aufschwungs in den 1950er- und 1960er-Jahren wurde Polýgono, wie auch andere ähnliche Flüchtlingssiedlungen, abgerissen, und viele Bewohner zogen in neu errichtete Mehrfamilienhäuser in weiter entfernte Vororte. Einige Jahre später wurde dieses Gelände zum unteren, breiten Teil der heutigen Evelpidon-Straße. Die allmähliche Ausdehnung des Stadtgebiets zu den Ausläufern der Tourkovounia verlegte auch die Endhaltestelle der Buslinie „Polygono“, sodass der Name Polygono fortan für dieses neue Gebiet verwendet wurde.

## Stadtbild
An den Hängen der Tourkovounia-Hügeln gelegen weist der Stadtteil deutliche Höhenunterschiede auf. Obwohl es ein dicht bebautes Gebiet ist, ist es nicht so dicht besiedelt wie die benachbarten Viertel Ampelokipoi, Gkyzi und Kypseli, da in den meisten Hanglagen die Errichtung von mehrstöckigen Gebäuden nicht erlaubt ist. Der Großteil der Bebauung besteht aus Einfamilienhäusern und zweigeschossigen Gebäuden. 
In Polýgono, nahe der Grenze zu Kypseli, befinden sich die Gerichte von Athen. Ferner befindet sich im Stadtbezirk die einzige Äthiopisch-Orthodoxe Kirche Griechenlands.